# Mr. Kelly i Pigeinstituttet
Mr. Kelly i Pigeinstituttet er en amerikansk stumfilm fra 1917 af Otis Turner.

## Medvirkende
- George Walsh som Harry Kelly.
- Doris Pawn som Mollie Lester.
- William Burgess som Crandall Barker.
- Reginald Everett som Dana Sneed.
- Willard Louis som pastor A. Ginem.